# Металловидка злаковая
Металловидка злаковая (лат. Plusia festucae) — бабочка из семейства совок (Noctuidae).
Размах крыльев 34—46 мм. Передние крылья коричневые, с неравномерным напылением золотистых чешуек; в центре два золотистых, нередко соприкасающихся пятна; у вершины ряд удлиненных пятен того же цвета, длина которых существенно превышает ширину.
Гусеницы живут на различных злаках и осоках.
Евразийский полизональный вид. Довольно обычен как в степных, так и в лесных районах, с июня до сентября, в двух генерациях.